# 9 януари
9 януари е 9-ият ден в годината според григорианския календар. Остават 356 дни до края на годината (357 през високосна година).

## Събития
- 475 г. – Император Зенон е изгонен от Константинопол.
- 1317 г. – Филип V е коронован за крал на Франция.
- 1349 г. – Под претекст, че са носители на чума, в Базел (Швейцария) са изгорени заедно с домовете им около 700 евреи.
- 1399 г. – Войските на монголския хан Тимур завземат Бейрут.
- 1431 г. – Започва процесът срещу Жана Д'Арк в Руан.

- 1768 г. – Филип Астли отваря в Лондон първия модерен амфитеатрален цирк.
- 1788 г. – Кънектикът става петият щат, който се присъединява към САЩ.
- 1799 г. – В Англия за първи път в света е въведен данък върху дохода.
- 1861 г. – Параходът Star of the West, изпратен от президента Джеймс Бюканън в помощ на Форт Съмтър с храна и амуниции, е обстрелван от оръдията на Южна Каролина.
- 1878 г. – Руско-турска война (1877–1878): Руските войски удържат победа в битката при Шипка-Шейново.
- 1878 г. – Умберто I става крал на Италия.
- 1882 г. – Оскар Уайлд изнася първата си лекция на тема „Английският ренесанс в изкуството“ в Ню Йорк.
- 1892 г. – Приета промяна в организационната структура на българската армия – от полкова към дивизионна.
- 1900 г. – В Рим е основан футболният клуб Лацио.
- 1901 г. – Генерал Рачо Петров застава начело на служебен безпартиен кабинет.
- 1909 г. – Ирландският изследовател Ърнест Шакълтън достига на 156 км от Южния полюс – най-близко от всички изследователи дотогава.
- 1912 г. – Военноморски кораби на САЩ навлизат в Хондурас.
- 1927 г. – Инцидент с кинокамера създава паника в киносалон в Монреал (Канада), загиват 77 деца, което е причина на многогодишна забрана на децата да посещават киносалони в Квебек.
- 1929 г. – В Лондон за първи път е използван суров пеницилин като лекарство.
- 1941 г. – Втората световна война: Германия изпраща военна помощ на Италия в Северна Африка.
- 1941 г. – Холокост: При масов погром в Букурещ са избити 6000 евреи.
- 1941 г. – Осъществен е първият полет на британския бомбардировач Авро Ланкастър.
- 1943 г. – Втората световна война: Прояпонското правителство на Китай обявява война на САЩ и Великобритания.
- 1944 г. – Втората световна война: Англо-американската авиация бомбардира София.
- 1951 г. – В Ню Йорк е официално открита сградата на ООН.
- 1954 г. – В Юкон (Канада) е измерен абсолютен минимум на температурата на въздуха за тази страна – минус 63 °C.
- 1960 г. – Започва строежът на Асуанския язовир в Египет.
- 1964 г. – Край Панамския канал избухва антиамерикански бунт на панамски студенти, при който загиват 29 души.
- 1969 г. – Във Великобритания се извършва първи пробен полет на прототипа на „Конкорд“.
- 1972 г. – В Хонконг изгаря лайнерът Кралица Елизабет.
- 1978 г. – Състои се премиерата на български игрален драматичен филм „Адиос, мучачос“.
- 1989 г. – В Ню Йорк и Лос Анджелис започва продажбата на игралната конзола Sega Genesisis.
- 1991 г. – Армията на СССР атакува Вилнюс, за да прекрати обявяването на независимост в Литва.
- 1992 г. – Сърбите в Босна и Херцеговина обявяват своя република, като заявяват, че тя ще е част от СР Югославия.
- 1995 г. – Космонавтът Валери Поляков завършва своя 366-дневен престой на борда на космическата станция Мир.
- 1996 г. – Фирмата Sun Microsystems обявява създаването на JavaSoft.
- 1997 г. – Самолетът при полет 3272 на „Комеър“ се разбива близо до Дънди, Мичиган, САЩ и убива всички 29 души на борда.
- 2005 г. – В Палестина се провеждат избори за поста на починалия през 2004 г. Ясер Арафат, спечелени от Махмуд Абас.
- 2021 г. – Самолетът при полет 182 на „Шривиджая Еър“ се разбива близо да Джакарта, Индонезия и убива всички 62 души на борда.

## Родени
- 1554 г. – Григорий XV, пимски папа († 1623 г.)
- 1624 г. – Меишо, императрица на Япония († 1696 г.)
- 1797 г. – Фердинанд Врангел, руски мореплавател († 1870 г.)
- 1807 г. – Елена Павловна, велика руска княгиня († 1873 г.)
- 1835 г. – Ивасаки Ятаро, японски финансист и индустриалец († 1885 г.)
- 1856 г. – Антон Ашкерц, словенски поет († 1912 г.)
- 1869 г. – Ноел Бъкстон, английски политик († 1948 г.)
- 1876 г. – Роберт Михелс, немски политолог († 1936 г.)
- 1878 г. – Джон Б. Уотсън, американски психолог († 1958 г.)
- 1888 г. – Никола Антонов, български дипломат († 1979 г.)
- 1890 г. – Карел Чапек, чешки писател и драматург († 1938 г.)
- 1890 г. – Курт Тухолски, германски журналист († 1935 г.)
- 1908 г. – Симон дьо Бовоар, френска писателка († 1986 г.)
- 1913 г. – Ричард Никсън, 37-и президент на САЩ († 1994 г.)
- 1914 г. – Иван Точко, писател от СР Македония († 1973 г.)
- 1920 г. – Стефан Дичев, български писател († 1996 г.)
- 1920 г. – Хаким Мохамед Саид, пакистански просветител († 1998 г.)
- 1922 г. – Ахмед Секу Туре, президент на Гвинея († 1984 г.)
- 1923 г. – Стоян Анастасов, български художник († 1993 г.)
- 1925 г. – Лий Ван Клийф, американски актьор († 1989 г.)
- 1928 г. – Джудит Кранц, американска писателка († 2019 г.)
- 1929 г. – Хайнер Мюлер, немски писател († 1995 г.)
- 1931 г. – Алгис Будрис, американски писател († 2008 г.)
- 1936 г. – Кина Мутафова, българска актриса
- 1937 г. – Енрике Лисалде, мексикански актьор († 2013 г.)
- 1941 г. – Джоан Байз, американска поп певица
- 1941 г. – Цветан Северски, български писател
- 1944 г. – Джими Пейдж, британски китарист (Led Zeppelin)
- 1945 г. – Левон Тер-Петросян, арменски политик
- 1948 г. – Явор Милушев, български актьор
- 1958 г. – Мехмет Али Агджа, турски терорист, опитал да убие папа Йоан Павел II
- 1959 г. – Венцислав Мартинов, български комик
- 1959 г. – Ригоберта Менчу, гватемалска общественичка, Нобелова лауреатка през 1992 г.
- 1967 г. – Дейв Матюс, китарист и солист
- 1967 г. – Клаудио Каниджа, аржентински футболист
- 1970 г. – Лара Фабиан, белгийско-канадска поп певица
- 1978 г. – Дженаро Гатузо, италиански футболист
- 1982 г. – Кейт Мидълтън, херцогиня на Кембридж
- 1982 г. – Бенямин Леберт, немски писател
- 1982 г. – Нора Босонг, немска писателка
- 1987 г. – Лукаш Лейва, бразилски футболист
- 1989 г. – Нина Добрев, българска актриса
- 1990 г. – Тодор Скримов, български волейболист
- 2003 г. – Сузанита, българска поп и попфолк певица

## Починали
- 1799 г. – Мария Гаетана Анези, италианска математичка (* 1718 г.)
- 1819 г. – Екатерина Павловна, кралица на Вюртемберг (* 1788 г.)
- 1873 г. – Наполеон III, император на Франция (* 1808 г.)
- 1877 г. – Александър Брюлов, руски художник (* 1799 г.)
- 1878 г. – Виктор Емануил II, крал на Италия (* 1820 г.)
- 1918 г. – Емил Рено, френски изобретател (* 1844 г.)
- 1923 г. – Катрин Мансфийлд, новозеландска писателка (* 1888 г.)
- 1930 г. – Иван Манолев, български революционер (* 1871 г.)
- 1936 г. – Йордан Самарджиев, български революционер (* 1875 г.)
- 1947 г. – Карл Манхайм, германски социолог (* 1893 г.)
- 1961 г. – Емили Грийн Болч, американска писателка, Нобелова лауреатка през 1946 г. (* 1867 г.)
- 1962 г. – Лев Ошанин, руски антрополог (* 1884 г.)
- 1977 г. – Константин Исаев, руски драматург (* 1907 г.)
- 1981 г. – Лозан Стрелков, български писател (* 1912 г.)
- 1994 г. – Йоахим Вернер, германски археолог (* 1909 г.)
- 1998 г. – Кеничи Фукуи, японски химик, Нобелов лауреат през 1981 г. (* 1918 г.)
- 1999 г. – Георги Марковски, български писател (* 1941 г.)
- 2006 г. – Руслан Райчев, български диригент (* 1919 г.)
- 2013 г. – Джеймс Бюканън, американски икономист, нобелов лауреат (* 1919 г.)
- 2024 г. – Йоаникий Сливенски, български духовник и архиерей (*1939 г.)

## Празници
- Ден на мигрантите и бежанците (за 2011 г., отбелязва се от 1904 г. през втората неделя на януари в рамките на католическата общност
- България – Празник на висшето военноморско училище „Н. Й. Вапцаров“ – Варна – създадено на 9 януари 1881 г.
- Италия – Празник на град Албино